# Licence libre
Ne doit pas être confondu avec Libre de droits, Licence de libre diffusion ou avec le diplôme Licence libre.
Une licence libre est une licence s'appliquant à une œuvre de l'esprit par laquelle l'auteur concède tous les droits ou une partie des droits que lui confère le droit d'auteur, en laissant au minimum quatre droits considérés fondamentaux aux utilisateurs :
1. Usage de l'œuvre ;
2. Étude de l'œuvre pour en comprendre le fonctionnement ou l'adapter à ses besoins ;
3. Modification (amélioration, extension et transformation) ou incorporation de l'œuvre en une œuvre dérivée ;
4. Redistribution de l'œuvre, c'est-à-dire sa diffusion à d'autres usagers, y compris commercialement.

Ces libertés peuvent être soumises à conditions, notamment l'application systématique de la même licence, ou d'une licence prodiguant les mêmes droits aux utilisateurs, aux copies de l'œuvre et aux œuvres dérivées : un principe nommé à réciprocité, ou copyleft.
Lorsqu'une œuvre est sous licence libre, on parle alors d'œuvre libre. Certains usagers ou fournisseurs de données cherchent à s'inscrire dans un contexte de grande ouverture, parfois décrit par le sigle ODOSOS (qui signifie : Open Data, Open Source, Open Standards), approche qui a notamment été développée pour de grands projets scientifiques partagés (en Open science data (en)) tels que le séquençage du génome humain (avec un Open Data Consortium créé sur proposition de Jim Kent (en) en 2003).

## Définition
Une licence libre est une offre de contracter (acte unilatéral qui se transforme en contrat dès acceptation par la partie à laquelle il est destiné) par lequel un auteur d'œuvre donne la liberté à toute personne morale ou physique, en tout temps et en tout lieu, de :
- utiliser l'œuvre, pour tous les usages ;
- étudier l'œuvre ;
- redistribuer des copies de l'œuvre ;
- modifier l'œuvre et de publier ses modifications.

On distingue parfois les « licences d'œuvres (artistiques notamment) libres », qui sont des produits ou des données, des « licences de logiciels libres »[réf. souhaitée], qui sont des outils travaillant des données, et qui historiquement furent les premières à proposer ces droits de manière formalisée et adaptée aux NTIC.
Les licences libres sont dites « à réciprocité » lorsqu'elles sont copyleft,,,. 

## Pourquoi «Open Data», «Open Source» ou «Open Standards»?
Ces trois démarches répondent toutes au besoin de lever certains freins à ce que les anglophones nomment l’« open innovation » (l’innovation ouverte) qui est la créativité et l'innovation collaboratives permises par un accès plus large et facile aux connaissances et données de base, publiques en particulier.
Ces freins sont notamment des restrictions juridiques et techniques (la fracture numérique, l’inégalité d'accès aux données...). Ils se manifestent d'autant plus que l’évolution des technologies permet aujourd'hui un accès mondial et rapide à un plus grand nombre de données, par un nombre croissant de personnes. Les élèves, étudiants, enseignants, chercheurs et acteurs économiques ne peuvent pas valoriser, ni améliorer ces données et leurs usages possibles autant que le Web le permettrait si la donnée publique était plus clairement accessible (y compris pour des usages commerciaux, estiment de nombreux acteurs).
Même lorsque la recherche et les données sont réputées « publiques » ou rendues publiques, elles sont souvent enfermées dans des régimes ou des contrats inventés pour juridiquement limiter l'utilisation des documents écrits et imprimés. Ces contrats interdisent de fait l’adaptation des formats de fichiers ou les traductions en d’autres langues, l’intégration de données, l’enrichissement sémantique, l’hypertexte, l’exploration ou l’analyse informatique de texte, la correction d'erreurs, etc. Ces restrictions limitent fortement l’impact des travaux de la recherche publique ou privée, leur appropriation rapide, et empêchent d'exploiter le potentiel du Web pour accélérer les découvertes scientifiques.
Le libre accès semble un préalable essentiel à une utilisation plus créative, riche et collaborative des données. Le principe de la licence libre a été élaboré par Richard Matthew Stallman afin de favoriser le partage du code source des logiciels.
La principale idée qui a motivé le concept de logiciel libre était de rendre indépendants les utilisateurs de logiciels du bon vouloir des développeurs originaux de ceux-ci.
Une généralisation à des œuvres variées – indépendamment de leur nature – peut donc être établie comme visant à rendre indépendantes les personnes jouissant d’une œuvre de la volonté des personnes détenant les droits sur cette œuvre.

## Confusions courantes

Schéma de classification des licences de logiciels

### Libre et gratuit
Un des aspects souvent mal compris du principe de licence libre est que celui-ci ne traite pas de la valeur marchande de la diffusion des œuvres. Une œuvre sous licence libre n'est pas nécessairement disponible gratuitement, pas plus qu'une œuvre disponible gratuitement n'est nécessairement libre. Cette confusion est entretenue par le double sens du mot anglais free (libre ou gratuit), c'est pourquoi le terme « libre » (français ou espagnol) est parfois employé en anglais, comme dans software libre.
Le principe de licence libre n'interdit pas en effet de faire payer l'accès à l'œuvre. Il garantit juste des libertés sur l'œuvre une fois celle-ci obtenue. Cela est d'autant moins bien compris que dans les faits, la majorité des œuvres sous licences libres sont disponibles gratuitement. D'autant que, si une œuvre sous licence libre n'est au départ disponible que contre paiement, elle peut, dès la première diffusion, être rediffusée gratuitement en toute légalité.

### Libre et libre diffusion

Différentes catégories de logiciels

D'autres types de licences s'appuyant sur le même principe de céder certains droits sont apparus par la suite, sans pour autant garantir les mêmes libertés. On parle dans ce cas-là de « licence de libre diffusion » (ou LLD ou encore licence ouverte, ce dernier terme pouvant aussi englober licences libres et LLD).
Alors qu'une licence libre tend à rendre tout le monde égal en droits devant l'œuvre qu'elle couvre, ne posant de restrictions que dans l'objectif de faire perdurer cette égalité (mécanisme de copyleft), une licence de libre diffusion impose des restrictions ne visant pas une telle parité.
Ces licences s'inspirent donc du même mécanisme, mais ne sont pas motivées par les mêmes aspirations d'équité. Ainsi, elles peuvent par exemple interdire la modification ou l'utilisation dans certains contextes (commercial, militaire, nucléaire, politique, etc.).
Une remarque souvent avancée est que l'auteur peut conférer davantage de libertés si on le lui demande et qu'il le souhaite. Cependant cette affirmation est aussi vraie pour un auteur se réservant au départ tous les droits (ce que la loi — en France, du moins — prévoit par défaut en l'absence de licence particulière ou d'adhésion de l'auteur à un organisme de gestion collective des droits d'auteur). De plus, l'auteur qui a cédé ses droits patrimoniaux, par exemple à un organisme de gestion des droits d'auteur, n'a plus nécessairement le pouvoir de lever ces exceptions. Cette affirmation fait également abstraction du problème courant de l'île déserte, lorsqu'un auteur s'avère injoignable[réf. nécessaire].
Dans tous les cas, la diffusion sous licence libre ou ouverte est soumise aux restrictions imposées par la législation en vigueur dans le pays concerné : en France, par exemple, la notion de paternité et le droit moral de l'auteur prévalent sur toute autre clause, ce qui fait qu'aucune licence, en fait, ne garantit une liberté totale à l'utilisateur.
La confusion est d'autant plus courante que des termes tel que « musique libre » sont fréquemment employés pour désigner des œuvres tant sous licence libre que sous une licence de libre diffusion. En revanche le terme de logiciel libre est généralement exclusivement utilisé pour des œuvres sous licence libre et exclut toute œuvre diffusée sous une licence ne répondant pas aux critères d'une licence libre.

## Utilisation ou promotion par des administrations publiques ou collectivités
À la différence des entités commerciales, les administrations produisent de nombreuses données d'intérêt public et général (dont cartographiques), qu'elles peuvent souhaiter voir gratuitement réutilisées, d'autant que ces données sont souvent produites avec des financements publics et que certaines sont à diffusion obligatoire. Aux États-Unis, il existe depuis 1966, avec le Freedom of Information Act (ou loi FOIA, sur la liberté d’information appliquée dès 1967), une tradition de large diffusion de certaines données gouvernementales ou provenant d'agences gouvernementales (NASA par exemple), mais ce n'est pas le cas dans tous les pays.
Historiquement, le droit formalisé de la propriété intellectuelle est apparu au XIXe siècle, parallèlement au brevetage des inventions. Ensuite, dans un contexte d'hostilités, puis de guerre froide, posséder et maîtriser l'information était un enjeu de pouvoir. Les États et collectivités ont alors longtemps cherché à interdire la copie ou la réserver aux usages éducatifs et non commerciaux. Vendre les versions imprimées de nombreux documents, législatifs notamment, était aussi un moyen de financer cette impression.
À la fin du XXe siècle, Internet a bouleversé la situation. Dans un contexte de mondialisation et de société de la connaissance, diffuser l'information pour qu'elle soit réutilisée au plus vite et au mieux est devenu un facteur de compétitivité et de créativité. La possibilité de mettre à disposition de tous des versions numériques de documents publics a permis de nouveaux modes de diffusion et l'émergence d'une notion de « savoir libre » et améliorable par le travail collaboratif. Ce savoir inclut les « données publiques émanant du gouvernement ou d'autres administrations publiques » d'un État, d'une région ou d'une collectivité. Le développement des NTIC et de mouvements de type Open Data puis Open Government Data and Content est un des éléments de la nouvelle gouvernance et de la cyberdémocratie.

### Organisations mondiales
Des institutions comme l'ONU ont commencé à publier en licence Creative Commons, mais « sans usage commercial » (CC-BY-NC). À titre d’exemple la 3e édition des Perspectives mondiales de la diversité biologique, de l'ONU,, est en accès libre sur Internet, ce qui n'est pas nouveau, mais publiée cette fois sous licence d’attribution de Creative Commons (CC-BY-NC).
Ceci signifie — dans le cas présent — que chacun est autorisé à télécharger, réutiliser, réimprimer, modifier, distribuer et/ou copier le texte, les chiffres, les graphiques et les photos du GBO 3, à deux conditions :
- ne pas en faire d'utilisation commerciale (ce qui est signifié par les deux lettres « NC » (non commercial) de la licence) ;
- attribuer le matériel à sa source originale : le « droit d’auteur est retenu par le Secrétariat » précise le document, qui par ailleurs est assorti de la formule de précaution suivante :

« Les désignations utilisées et la présentation de matériel dans cette troisième édition des Perspectives mondiales de la diversité biologique n’expriment aucunement une opinion quelconque de la part du Secrétariat de la Convention sur la diversité biologique sur la situation juridique d’un pays, d’un territoire, d’une ville ou d’une région, ni de ses autorités, ni sur la délimitation de ses frontières ou limites territoriales ».

### Europe
Plus récemment[Quand ?], des institutions telles que l'Agence européenne de l'environnement, ont commencé à publier des données brutes (base de données) ou mises en formes (cartes et graphes) sous licence « CC by 2.5 », permettant aussi un usage commercial et une plus large diffusion (à condition de citer la source), rendant l'usage de ces données possible sur Wikipédia par exemple. C'est un des moyens pour l'agence d'aider l'Europe à répondre à la convention d'Aarhus et à la directive Inspire.
Depuis l'avènement du Web2.0, une communauté informelle s'est rapidement créée autour du projet d'ouvrir les données publiques sous licence libre afin qu'elles soient mieux valorisées et exploitées. Ainsi, entre 2009 et fin 2010, 11 pays au moins (dont États-Unis, Canada, Australie, Royaume-Uni Espagne, Norvège, Finlande, Grèce…) ont ouvert un portail de données libres.
Une plateforme « European Public Sector Information » s'est créée pour accueillir des données publiques que des collectivités souhaitent partager. Cette plateforme pourra notamment aider les États et collectivités à respecter la convention d'Aarhus et les directives qui en découlent, ainsi que la directive Inspire.

#### En Belgique
L'accord gouvernemental 2014-2018 stipule que le gouvernement s'attèlera à l'ouverture des données du secteur public (politique « Open Data »). Le Conseil des ministres du 24 juillet 2015 a donné son feu vert pour une stratégie fédérale open data.
Les données sont disponibles sur https://data.gov.be/fr

#### En Italie
En Italie, la région du Piémont a créé un portail de données ouvertes, la page du portail étant elle-même publiée sous licence d'attribution « Creative Commons Attribution CC By 2.5 ».

#### En France
La loi impose depuis 1978 que les documents publics (achevés, communicables et « faisant l'objet d'une diffusion publique », déjà ou non versés aux archives publiques) soient réutilisables par tous, à certaines conditions (cette réutilisation peut cependant parfois être soumise à la signature d’un contrat de licence et au paiement d’une redevance), y compris dans un cadre commercial. « Sauf accord de l'administration, la réutilisation des informations publiques est soumise à la condition que ces dernières ne soient pas altérées, que leur sens ne soit pas dénaturé et que leurs sources et la date de leur dernière mise à jour soient mentionnées ».
Dans les années 2000, certaines collectivités locales ont commencé à utiliser des dispositifs collaboratifs pour encourager l'innovation dans la diffusion et l'utilisation de leurs données. Brest, Nantes ou Bordeaux testent de nouveaux outils ou réfléchissent à des systèmes plus ouverts, et au sein de la plateforme EPSI, la ville de Rennes et Rennes Métropole ont créé un Entrepôt des données publiques provenant notamment de leurs SIG. Keolis Rennes (service public de transports en commun) a commencé à ouvrir ses données en mars 2010, y compris à des usages commerciaux en licence libre, sans restrictions d'usage.
En 2016 la loi no 2016-1321 pour une République numérique demande que les administrations « veillent à préserver la maîtrise, la pérennité et l'indépendance de leurs systèmes d'information. Elles encouragent l'utilisation des logiciels libres et des formats ouverts lors du développement, de l'achat ou de l'utilisation, de tout ou partie, de ces systèmes d'information. Elles encouragent la migration de l'ensemble des composants de ces systèmes d'information vers le protocole IPV6, sous réserve de leur compatibilité, à compter du 1er janvier 2018. ». Cela conduit à la mise en œuvre d'un catalogue de référence de logiciels libres recommandés pour l'ensemble de l'administration, identifié comme le Socle interministériel des logiciels libres.

### États-Unis
En 2010, l'administration Obama a innové en commençant à ouvrir ses données publiques sous licences libres via le projet Open Gov, tout en développant une logique participative et collaborative du Web sémantique. Par ailleurs — toujours aux États-Unis — vingt-deux États et neuf villes ont aussi commencé (ou continué) en 2010 à ouvrir leurs données publiques via l'internet et sous licence libre.
Ceci a dopé l'usage de ces données : 236 nouvelles applications gratuites ou commerciales ont été générées à partir des données offertes par le seul site gouvernemental Data.gov,. Mi-décembre 2010, ce dernier site proposait 305 808 bases ou ensembles de données, dont la collecte a été facilitée par la création de 258 points de contacts (Data Contact) dans les administrations et organismes fédéraux.
De grandes villes comme San Francisco ont une stratégie Open-Data depuis plusieurs années.
L'État de New York, avec un projet de loi (2010) dit « Législation Gov 2.0 », vise à accroître la transparence administrative et faciliter l'accès aux données publiques, dans le cadre d'une « bonne gouvernance » et d'un « open government », mais aussi pour « déverrouiller les données de la ville pour permettre aux développeurs web et aux entrepreneurs d'interagir avec le gouvernement de la ville de façons nouvelles et imprévues. Les données publiées en vertu de cette loi peuvent être lues par tout ordinateur, qu'il s'agisse d'un ordinateur portable ou un téléphone, pour des développements innovants ». Les développeurs d'application, les startups, les petites entreprises et des universitaires auront un accès libre et gratuit à ces données pour renforcer le lien entre le gouvernement et le public, tout en redynamisant le secteur des petites entreprises de pointe. L'esprit de ce projet de loi est proche de celui d'initiatives déjà prises à Chicago, San Francisco, Seattle et Washington, mais les dépasse en proposant un portail unique ; cette loi « créerait le premier emplacement central pour toutes les données ouvertes de New-York ; un « www.datanyc.gov » en quelque sorte, un peu comme www.data.gov récemment lancé par l'administration Obama et le www.recovery.gov ».

### Canada
Toronto, Edmonton, Ottawa et Vancouver coopèrent dans le projet collaboratif « Open Data Framework ».
Partout, des universités, grandes écoles, associations et fondations comme la Open Knowledge Foundation, le Tetherless World Constellation et son Data-gov Wiki et systèmes de liens de l'institut Polytechnique Rensselaer, ou la Fondation Wikimedia et bien d'autres (FING, 27e région… en France) accompagnent ce mouvement.

## Principales licences libres

### Adaptées aux œuvres de l'esprit
- certaines licences Creative Commons (les licences avec clause « NC » et « ND » ne sont pas des licences libres mais des licences de libre diffusion) ;
- la Licence Art Libre.

### Dédiées aux logiciels
- la GNU GPL, pour « GNU General Public License » ;
- la GNU LGPL, pour « GNU Lesser General Public License » ;
- la licence BSD de la Berkeley software distribution ;
- la Licence Apache ;
- la MPL ;
- la CeCILL, pour « CEA CNRS INRIA Logiciel Libre », une licence libre française.
- la licence EUPL adoptée en 2022 par la commission européenne pour les logiciels qu'elle produit

### Pour le matériel
- Open Hardware License : OHL

### Pour le matériel biochimique
- Convention ouverte MTA

### Liste de licences libres ou de libre diffusion
Les licences libres sont nombreuses :
- Academic Free License : AFL
- AiMSA License : les restrictions apportées à la commercialisation, à la modification, à l'interprétation et à la représentation font de cette licence, au mieux, une licence de libre diffusion qui ne peut être considérée comme une licence libre.

- Apache License, Version 2.0 : AL20
- Apache Software License : ASL
- Apple Public Source Licenses : APSL
- Association des bibliophiles universels : Licence ABU[42]
- BSD License : BSD
- Common Public License : CPL
- Licence CEA CNRS INRIA Logiciel Libre Version 2.0 : CeCILL
- Eiffel Forum Licence Version 2.0 : EFL version 2
- Eclipse Public License : EPL
- GNU General Public License : GNU GPL
- GNU Affero General Public License : GNU AGPL
- GNU Lesser General Public License : GNU LGPL
- IBM Public License : IBMPL
- Intel Open Source License : IOSL
- Microsoft Public License : Ms-PL
- MIT Licence
- Mozilla Public License Version 1.0 : MPL1.0
- Mozilla Public License Version 1.1 : MPL1.1
- Netscape Public License, Version 1.0 : NPL1.0
- Netscape Public License, Version 1.1 : NPL1.1
- Open Software License : OSL
- PHP License : PHPL
- Perl Artistic Licence : PAL
- Python License (CNRI Python License) : CNRIPL
- Python Software Foundation License : PSFL
- QR COde
- Ruby license : Licence Ruby
- Sleepycat Software Product License : SL
- Sun Industry Standards Source License : SISSL
- Sun Public License : SPL
- W3C Software License
- do What The Fuck you want to Public License : WTFPL
- wxWindows Library License : WXWLL
- zlib/libpng License : ZLL
- Zope Public License : ZPL

## Cas limites ou controversés
Pour les œuvres matérielles et la musique, la situation semble relativement claire, mais dans le domaine des logiciels, si la grande majorité des logiciels libres utilisent des licences libres incontestées, il y a eu des débats et controverses quant aux qualifications ou définitions de certaines autres licences. Ce fut notamment le cas de :
- la série 1.x de l’Apple Public Source License, acceptée par l'Open Source Initiative, mais pas par la Free Software Foundation ni le projet Debian ;
- la RealNetworks Public Source License acceptée par l'Open Source Initiative et la Free Software Foundation, mais pas par Debian ;
- la Common Public Attribution License approuvée en 2007 par l’Open Source Initiative seulement[43].